# Педрегулью
Педрегулью (порт. Pedregulho)  —  муниципалитет в Бразилии, входит в штат Сан-Паулу. Составная часть мезорегиона Рибейран-Прету. Входит в экономико-статистический  микрорегион Франка. Население составляет 15 929 человек на 2006 год. Занимает площадь 701,886 км². Плотность населения — 22,7 чел./км².
Праздник города —  15 августа.

## История
Город основан 15 августа 1889 года.

## Статистика
- Валовой внутренний продукт на 2003 составляет 80.050.750,00 реалов (данные: Бразильский институт географии и статистики).
- Валовой внутренний продукт на душу населения на 2003 составляет 5.164,57 реалов (данные: Бразильский институт географии и статистики).
- Индекс развития человеческого потенциала на 2000 составляет 0,794 (данные: Программа развития ООН).

## География
Климат местности: горный тропический. В соответствии с классификацией Кёппена, климат относится к категории Cfa.